# 黄赐敏别墅
黄赐敏别墅位于中国福建省厦门市鼓浪屿，是全国重点文物保护单位鼓浪屿近代建筑群的子项目之一。
黄赐敏别墅因其顶部穹顶造型状如金瓜，被称为“金瓜楼”，象征子孙兴旺。是旅费华侨黄赐敏所购宅邸，坐东南朝西北，外墙采用清水红砖，立面是典型的厦门装饰风格。